# فردها و زوج‌ها (فیلم)
فردها و زوج‌ها (ایتالیایی: Pari e dispari) فیلمی زوج هنری در سبک کمدی به کارگردانی سرجو کوربوچی است که در سال ۱۹۷۸ منتشر شد. از بازیگران آن می‌توان به ترنس هیل و باد اسپنسر اشاره کرد.

## خلاصه داستان
این فیلم یکی از بهترین‌های مجموعه فیلم‌های «باد اسپنسر» و «ترنس هیل» می‌باشد در مورد شرکت این دو در بازی‌های شرط‌بندی و … است.